# Френсіс Кагата
Френсіс Кагата (англ. Francis Kahata, нар. 7 червня 1991, Руїру) — кенійський футболіст, півзахисник клубу «Сімба».
Виступав, зокрема, за клуб «Тіка Юнайтед», а також національну збірну Кенії.

## Клубна кар'єра
Народився 7 червня 1991 року в місті Руїру. Вихованець футбольної школи клубу «Тіка Юнайтед». Дорослу футбольну кар'єру розпочав 2006 року в основній команді того ж клубу, в якій провів чотири сезони. 
Згодом з 2010 по 2019 рік грав у складі команд клубів «Юніверситі оф Преторія», «Тіка Юнайтед», «Тирана» та «Гор Магія».
До складу клубу «Сімба» приєднався 2019 року.

## Виступи за збірну
2012 року дебютував в офіційних матчах у складі національної збірної Кенії.
У складі збірної був учасником Кубка африканських націй 2019 року в Єгипті.